# احمد الخالد الصباح
احمد الخالد الحمد الصباح، سیاستمدار و فرمانده نظامی سابق کویتی است. وی در سال ۲۰۱۰ رئیس ستاد نیروهای مسلح کویت بود. وی از ۱۴ فوریه ۲۰۱۲ تا ۴ اوت، ۲۰۱۳ معاون نخست‌وزیر و وزیر دفاع کویت بود.
وی فرزند خالد حمد المبارک الصباح و موزا آل احمد الصباح دختر احمد الجابر الصباح دهمین حاکم کویت و برادر محمد الخالد الصباح است.
او حرفه نظامی خود را به عنوان افسر در ارتش کویت با درجه سپهبدی آغاز کرد و درجات را طی کرد تا اینکه به فرماندهی گارد امیری، رئیس دانشکده نظامی و فرمانده نیروی زمینی کویت رسید. او در ژانویه ۲۰۱۰ رئیس ستاد کل ارتش کویت شد. سپس در ۱۴ فوریه ۲۰۱۲ تا ۴ اوت ۲۰۱۳ به عنوان معاون نخست‌وزیر و وزیر دفاع منصوب شد.